# Világosi vár
A világosi vár műemlék Romániában, Arad megyében. A romániai műemlékek jegyzékében az AR-II-a-A-00650 sorszámon szerepel.

## Története
Egyes feltételezések szerint a vár már a 12. században létezett, de első írásos említése csak 1324-ből maradt fenn. 1390-ben Zsigmond király Sárói László temesi ispánnak adományozta, a következő évben azonban más birtokokért cserébe visszavette.
1439-ben Albert király a várat és a hozzá tartozó 145 várost, falut és pusztát Brankovics György szerb despotának adta Nándorfehérvár ellenében. 1440-ben I. Ulászló elkobozta a várat Brankovics hűtlensége miatt, és 1441-ben Maróthy László aradi főispánnak adta. A vár azonban továbbra is Brankovics kezén volt, és csak 1444-ben adta át Hunyadi Jánosnak. Hunyadi halála után a várat fiai, László és Mátyás örökölték, de Mátyás átengedte Szilágyi Mihálynak. 1458-ban a már királyként uralkodó Mátyás elfogatta Szilágyi Mihályt, és saját várába záratta. Szilágyinak 1459-ben sikerült megszöknie; utóbb Mátyás megenyhült iránta, és visszaadta birtokait. Szilágyi halála után özvegye, Báthori Margit lett az örökös.
1514-ben Dózsa György serege foglalta el, majd Szapolyai János kezére került. Ő 1526-ban Czibak Imre váradi püspöknek adta. 1566-ban a törökök szállták meg, és csak 1595-ben sikerült Báthory Zsigmondnak visszaszereznie. Az 1600-as évek elején ismét török uralom alá került. 1606-ban Petneházy István jenei kapitány csellel próbálta Bocskai Istvánnak megszerezni, de kudarcot vallott. 1608-ban Bethlen Gábor Petneházynak adományozta a még mindig török uralta várat, akinek csak 1614-ben sikerült birtokon belül kerülnie. 1615-ben a zsoldosokból álló őrség az elmaradt zsoldfizetés miatt a lippai pasának adta át a várat. 1693-ban Sigbert Heister tábornok szabadította fel, de ekkor a vár már igen leromlott állapotban volt.
1755-ben Bohus Imre vásárolta meg a várat, amelynek köveit kastélyának építésére használta fel. Az 1784-es parasztfelkeléskor a hatalom ágyúval leromboltatta a vár maradékát, hogy az ne nyújthasson menedéket a felkelőknek.
A vár alatti Szőllősi mezőn tette le 1849. augusztus 13-án Görgei Artúr a fegyvert I. Miklós orosz cár előtt.